# Далин, Юхан
Ю́хан Хе́льге Дали́н (швед. Johan Helge Dahlin; родился 8 сентября 1986 года в Тролльхеттане) — шведский футбольный вратарь клуба «Мальмё». Был основным вратарём молодёжной (до 21 года) сборной Швеции, вызывался в национальную сборную Швеции.

## Карьера

### Клубная
Занимался футболом в клубах из Тролльхеттана. В декабре 2003 года перешёл в любительский клуб «Осебру». В августе 2004 года был на просмотре в норвежском клубе «Люн» из Осло и в сентябре 2004 года подписал контракт с «Люном» сроком с 1 января 2005 года до 31 декабря 2007 года.
В сезоне-2005 был третьим вратарём «Люна», после Али аль-Хабси и Нуну Маркиша, и не играл за первую команду клуба. По окончании сезона-2005 аль-Хабси и Маркиш покинули «Люн», вместо них был приобретён Эдди Густафссон. В весенней части сезона-2006 Далин был основным вратарём, а Густафссон — вторым. Далин дебютировал в Типпелиге 9 апреля 2006 года в матче против «Старта», отыграл «на ноль». После перерыва в Типпелиге, связанного с чемпионатом мира 2006, Густафссон стал основным вратарём, а Далин — вторым. 13 июля 2006 года Далин дебютировал в еврокубках, в матче Кубка УЕФА против эстонского клуба «Флора».
По окончании сезона-2007 «Люн» отдал Далина в аренду клубу «Треллеборг». Далин дебютировал в лиге Аллсвенскан 31 марта 2008 года в матче против «Эребру», пропустил 1 гол от Нордина Герзича. 1 августа 2008 года Далин вернулся в «Люн».
По окончании сезона-2008 Эдди Густафссон покинул «Люн», и в сезоне-2009 Далин вновь стал основным вратарём. Последний матч за «Люн» провёл 5 июля 2009 года, против «Стабека».
8 июля 2009 года перешёл в «Мальмё», контракт был рассчитан на 3,5 года. «Люн» продал Далина из-за экономических проблем. Заменил Юнаса Сандквиста в качестве основного вратаря «Мальмё». Первый матч за «Мальмё» провёл 12 июля 2009 года против «Броммапойкарна», пропустил 1 гол от Филипа Хаглунда.

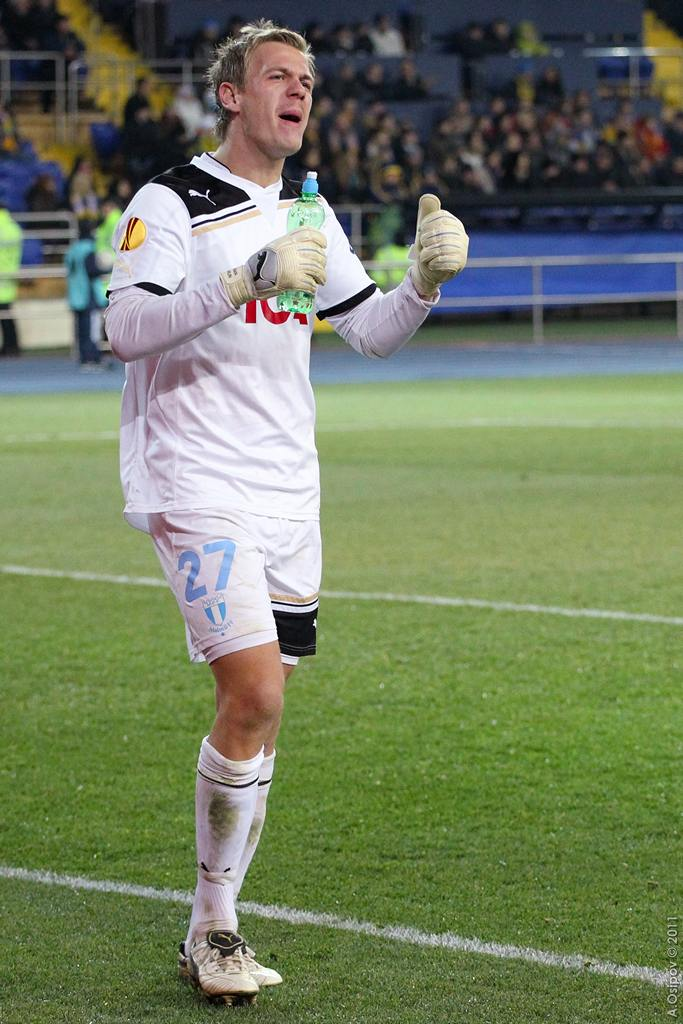
Юхан Далин в 2011 году

Большую часть сезона-2011 пропустил из-за травмы. Не играл с 11 апреля до 12 июня 2011 года. 12 июня 2011 года вышел в стартовом составе, но был заменён уже на 28-й минуте игры. После этого был прооперирован и не играл до 8 сентября.
13 июня 2012 года продлил контракт с «Мальмё» до конца 2014 года.
23 декабря 2013 года перешёл в турецкий клуб «Генчлербирлиги», сумма трансфера составила 5 млн крон, контракт был рассчитан на 3,5 года с зарплатой 1,7 млн евро в год «чистыми». В составе «Генчлербирлиги» присоединился к соотечественнику и бывшему партнёру по «Мальмё» Йимми Дурмазу и ещё одному соотечественнику Мервану Челику. Дебютировал за «Генчлербирлиги» 25 января 2014 года в матче против «Ризеспора», пропустил 1 гол от Энгина Байтара. В «Генчлербирлиги» был основным вратарём.
26 декабря 2014 года агент Далина Хасан Четинкая объявил о разрыве контракта между Юханом и «Генчлербирлиги» по семейным обстоятельствам. 5 января 2015 года Далин перешёл в датский клуб «Мидтьюлланн», сумма трансфера составила 7 млн крон, контракт рассчитан на 3,5 года. Первый официальный матч за «Мидтьюлланн» провёл 23 февраля 2015 года, это был матч 18-го тура Суперлиги против «Оденсе», команда Далина победила со счётом 3:0.

### В сборных
Не выступал за юниорские или юношеские сборные.
12 мая 2006 года Томми Сёдерберг и Йёрген Леннартссон впервые вызвали Далина в молодёжную (до 21 года) сборную на товарищеские матчи с Польшей и Финляндией. Матч с Польшей 25 мая 2006 года стал для Далина дебютным в молодёжной сборной, Юхан пропустил 1 гол от Лукаша Пищека. В отборочном турнире к молодёжному (до 21 года) чемпионату Европы 2007 отыграл без замен 3 из 4-х матчей. В 4-м, последнем и решающем матче против Сербии пропустил 3 гола в первом тайме и в перерыве игры был заменён на Маркуса Сальмана, который пропустил ещё 2 гола. На молодёжном (до 21 года) чемпионате Европы 2009, проходившем в Швеции, Далин был основным вратарём, отыграл все 4 матча, в которых пропустил 7 голов; в полуфинале против Англии проиграл серию пенальти, не отбив ни одного удара.
8 января 2009 года Ларс Лагербек вызвал Далина в национальную сборную на ежегодное январское турне, в котором участвуют только игроки скандинавских клубов. Далин заменил Эдди Густафссона, перешедшего в австрийский клуб «Ред Булл» из Зальцбурга. Матч со сборной США 25 января 2009 года стал для Далина дебютным в национальной сборной, Юхан пропустил 3 гола (все — от Саши Клештана). 23 января 2010 года провёл свой 2-й матч за сборную, соперником была сборная Сирии, Далин совершил ошибку, которая привела к пропущенному голу. 17 ноября 2010 года Эрик Хамрен вызвал Далина на товарищеский матч с Германией, состоявшийся вечером того же дня. Далин заменил травмированного Юхана Виланда в качестве второго вратаря сборной. Январское турне 2011 года пропустил из-за травмы. В феврале 2011 года был третьим (после Андреаса Исакссона и Виланда) вратарём сборной на товарищеском турнире «Cyprus Cup». 23 января 2012 года провёл свой 3-й матч за сборную, соперником была сборная Катара, Далин провёл в воротах первый тайм и впервые отыграл «на ноль». В октябре 2012 года был третьим (после Исакссона и Пера Ханссона) вратарём сборной в отборочных матчах против Фарерских островов и Германии, в отсутствие травмированного Виланда. Январское турне 2013 года пропустил по личным причинам. В январском турне 2014 года не участвовал из-за перехода в «Генчлербирлиги».
5 марта 2014 года отыграл товарищеский матч с Турцией, в последний момент заменив заболевшего Исакссона, пропустил 2 гола. Газета «Aftonbladet» поставила Далину оценку «2» по 5-балльной шкале с комментарием: «Неожиданно вышел в стартовом составе, поскольку у Андреаса Исакссона заболел живот. Немного спорно пропустил второй гол и едва ли угрожает Исаку перед отборочными матчами к чемпионату Европы».
С мая до ноября 2014 года был третьим (после Исакссона и Кристоффера Нурдфельдта) вратарём сборной. После этого Эрик Хамрен перестал вызывать Далина в сборную, предпочтя Робина Ольсена..

## Достижения
- Чемпион Дании: 2014/15
- Чемпион Швеции (дважды): 2010, 2013
- Обладатель Суперкубка Швеции 2013

## Семья
Отец Юхана, Стефан Далин, также был футбольным вратарём, выступал за клубы «Эльфсборг» и «Оддевольд». Младший брат Юхана, Эрик Далин, также профессиональный футбольный вратарь.